# Dewi Danu

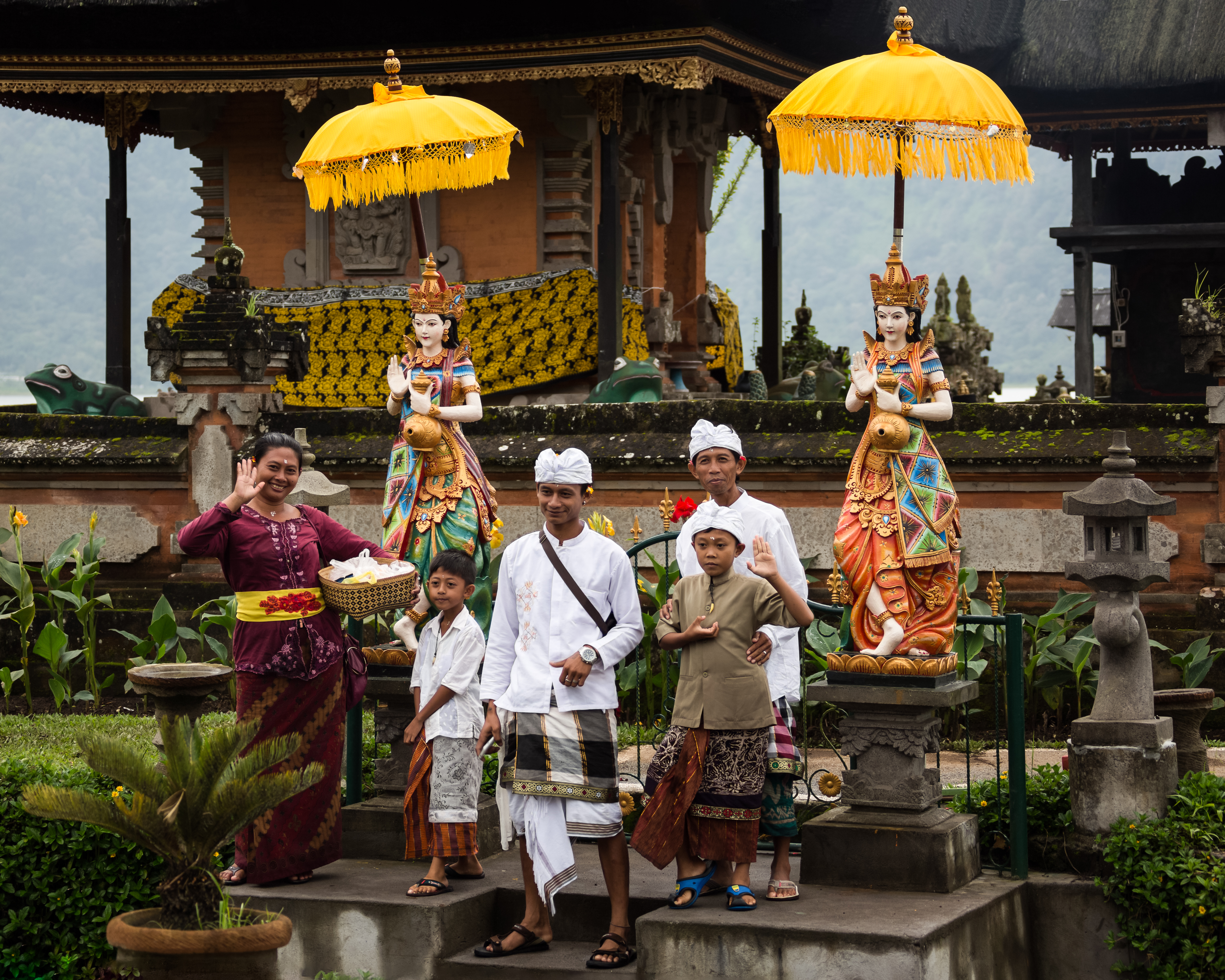
Due statue in legno e gesso colorato di Dewi Danu nel Pura Ulun Danu Bratan.

Dewi Danu è la dea delle acque dolci (laghi e fiumi) degli indù dell’isola indonesiana di Bali.

## Etimologia del nome
In lingua balinese, Dewi Danu significa letteralmente  dewi= spirito e danu= lago, quindi dea del lago.
Il termine danu, per gli induisti balinesi, ha un significato che ingloba tutte le acque dolci o salmastre dei laghi, fiumi, ruscelli e torrenti presenti sull'isola; tra questi anche quelli artificiali creati dall'uomo per l'irrigazione dei campi.

## Descrizione
Dewi Danu è la suprema dea della gerarchia Agama Tirta (sistema dell’acqua), credenza balinese sulla religiosità dell'acqua. È, anche, la figura femminile più importante dell’olimpo balinese; la stragrande maggioranza dei riti e della tradizione locale ruotano intorno al suo culto.

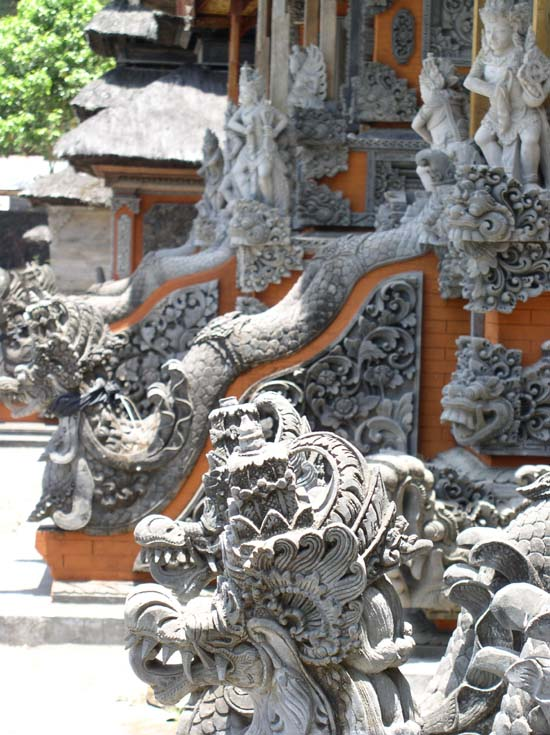
Decorazioni del Pura Ulun Danu Batur con il grande serpente veicolo divino di Dewi Danu

Dewi Danu è descritta come una bella donna, che mantiene nella sua mano destra una piccola brocca d’acqua e nella sinistra un Maṇḍala; ha come veicolo un grande Nāga, mezzo serpente mezzo drago ricoperto da squame dorate.
Nella mitologia indù balinese è la sesta e più giovane figlia del dio Dewa Pasupati che risiede sul monte Semeru a Est Java. Dewi Danu e i suoi sei fratelli governano i seguenti luoghi: Dewi Geni il monte Lempuyang, Dewi Putranjaya il monte Agung, Dewa Hyang Tumuwuh il monte Batukaru, Dewa Manik Umang il monte Beratan e Dewi Hyang Tugu il monte Andakasa, ed Dewi Danu il monte Batur. I sei formano i "Sang Hyang Tri Purusha", cioè i tre figli e le figlie di Hyang Pasupati.
Danu è la consorte di Ratu Sakti Pancering Jagat, venerato come tale nel tempio di Pancering Jagat a Terunyan, e madre di Ratu Gede Dalam Dasar con il quale governa il tempio Pura Ulun Danu Batur. La triade, composta dalla dea Danu, lo sposo Pancering Jagat e il loro figlio Dalam Dasar, è venerata nel villaggio di Terunyan.
In qualità di sovrana del lago Batur, le cui acque vengono utilizzate per irrigare le risaie, Dewi Danu è anche venerata come la dea della fertilità. Alla dea è sacro il sistema di irrigazione tradizionale conosciuto come il subak.
La dea dimora perennemente nel Pura Ulun Danu Batur, ai bordi del lago del cratere del Monte Batur, luogo considerato dalla cosmologia balinese l'origine ultima di ogni sorgente e fiume di Bali.

## Genesi
La leggenda sulla nascita della dea Dewi Danu ha diverse versioni, alcune javanesi ed altre prettamente balinesi.
Secondo le iscrizioni presenti nel Pura Ulun Danu Batur, all'inizio del quinto mese di Margasari, Dewa Pasupati spostò la vetta del monte Mahameru dall’India sull'isola di Giava che oscillando divise la vetta in due. Così Shiva ne creò un secondo monte sull’isola balinese. La fenditura destra, della parte di vetta trasportata a Bali, divenne il monte Tohlangkir, dimora del dio Dewa Putranjaya, mentre in quella sinistra fu eretto il monte Batur, residenza di sua sorella gemella la dea Dewi Danu. I due vengono festeggiati in maniera sontuosa durante questo mese in tutti i templi dell'isola.
Nel folclore del villaggio balinese di Terunyan, dove il culto della dea è particolarmente vivo, si racconta che l'aroma fragrante del taru menyan ("albero dell'incenso") invitò la dea Uma a scendere dal cielo per risiedere nel luogo, che da allora prese il nome di Terunyan. La cosa non piacque al dio Dewa Surya e scese sulla terra per far ragionare la dea che, infastidita dalle insistenze del dio iniziò a nascondersi tra la vegetazione ed a fare dispetti. Al che il dio Surya, adiratosi dal comportamento irriverente di Uma, la punì violentandola. Dalla loro unione, nacquero i gemelli Dewi Danu e il fratello Dewi Putranjaya, i quali divennero rispettivamente le acque e le rocce del luogo tanto amato dalla loro madre. Questa, cresciuti i suoi due figli, lasciò l'isola per tornare al suo trono celeste.

## Il riso
A Bali, il riso è la fonte di sostentamento primaria, quindi considerato l'elemento vitale più sacro in assoluto, personificazione della cura e dell'amore di Dewi Dani per il popolo balinese. Esso è simbioticamente legato, a livello fisico, al subak, il tradizionale sistema di irrigazione balinese, mentre metafisicamente alla filosofia indù Tri Hita Karana (i tre livelli dell’armonia), concetto per cui i pilastri del benessere sono il rapporto tra l’uomo e il mondo degli spiriti (parhyangan), quello tra l’uomo e l’uomo (orang) e il terzo tra l’uomo e l’ambiente (alam). E solo l'armonia tra questi tre mondi rende possibile la vita.
Sicché la Tri Hita Karana è al centro del concetto del subak, che vive di una dimensione spirituale per cui l’acqua dolce è un dono della dea Dewi Danu, l’agricoltura sacra alla dea ed il riso dono celeste della dea ai suoi devoti sudditi balinesi.

## Riconoscimenti ufficiali
Il Museo Subak del villaggio di Tabanan, inaugurato nel 1981, è dedicato al patrimonio del sistema agricolo balinese ed a tutte le sue divinità protettrici: Dewi Danu, Dewi Sri, Retna Dumilla, Batara Guru supremo e unico padrone dell'isola ed ai due i fondatori della agricoltura balinese  Djaka-Puring e Kjai-Tuwa.
Nel museo si possono ammirare strumenti agricoli tradizionali, fotografie d'epoca, una biblioteca e opere artistiche varie.

## Galleria d'immagini

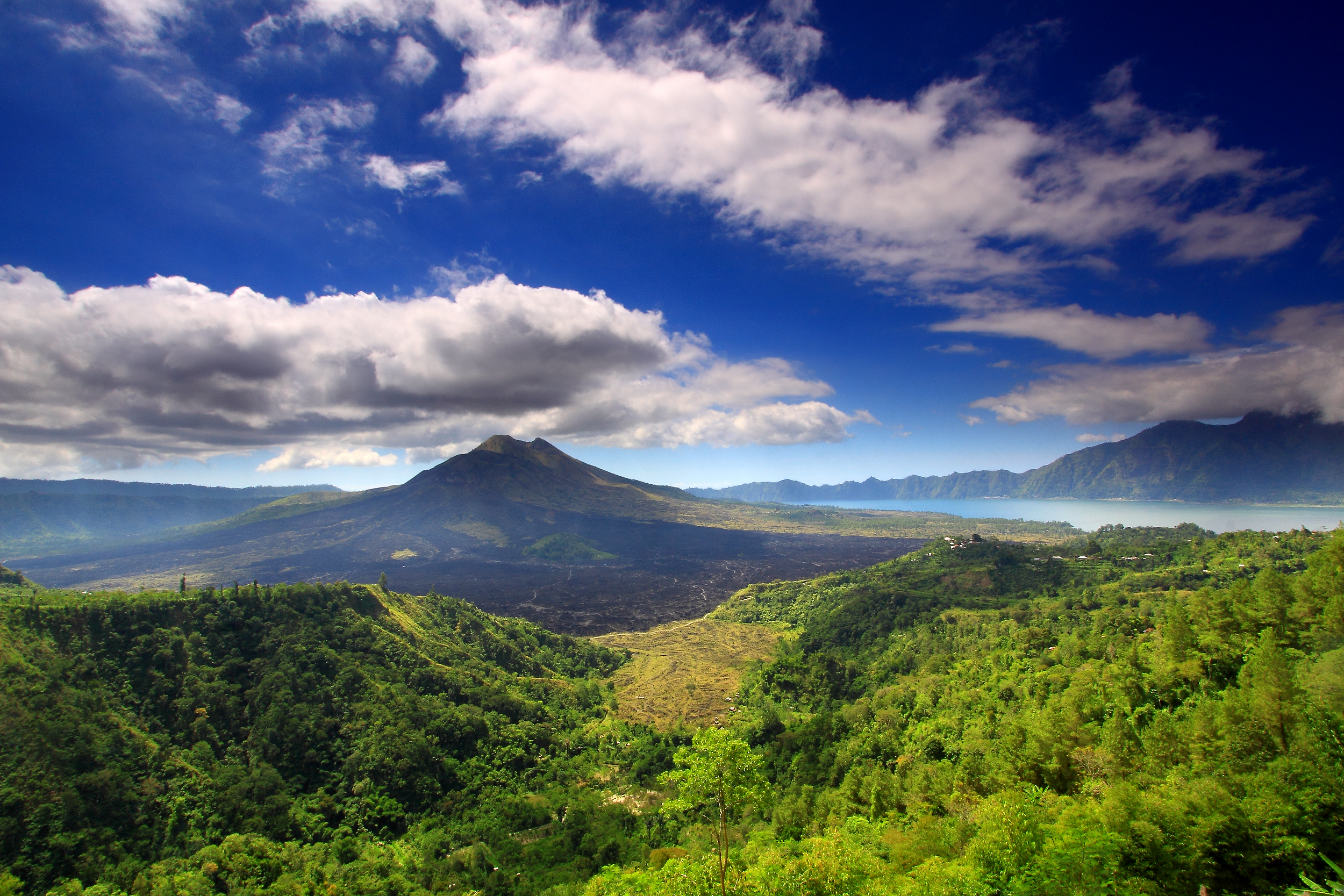
Il monte Batur ed il suo lago dimora di Dewi Danu.
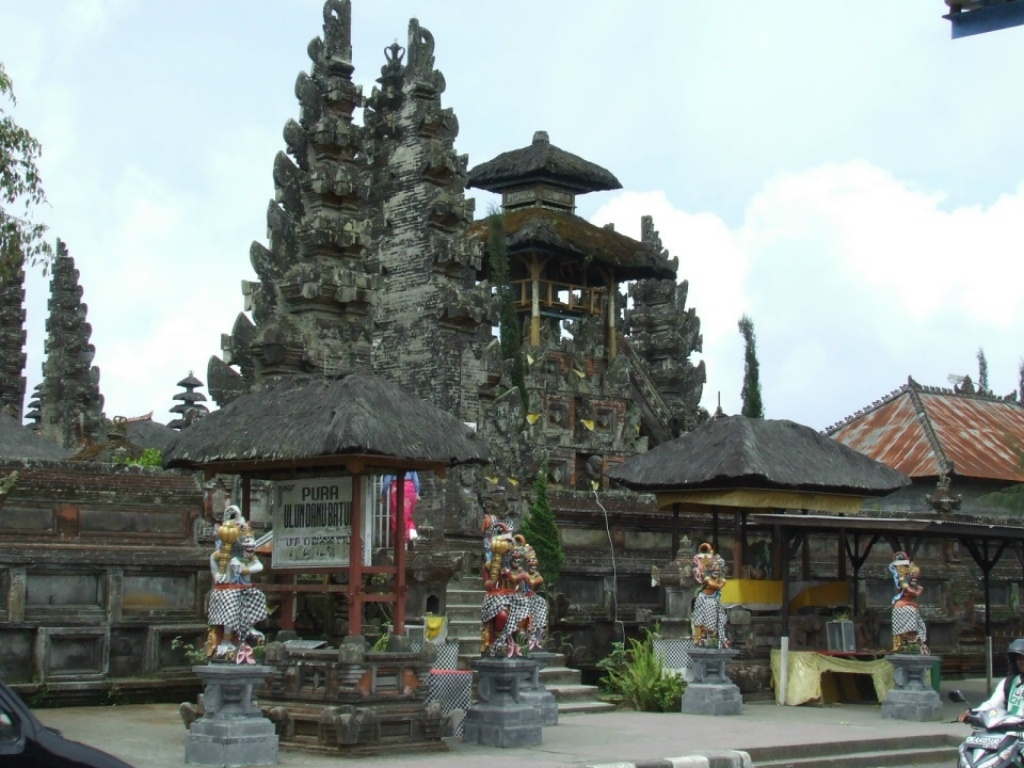
Pura Ulun Danu Batur, tempio maggiore dal culto dewiano maggiore.
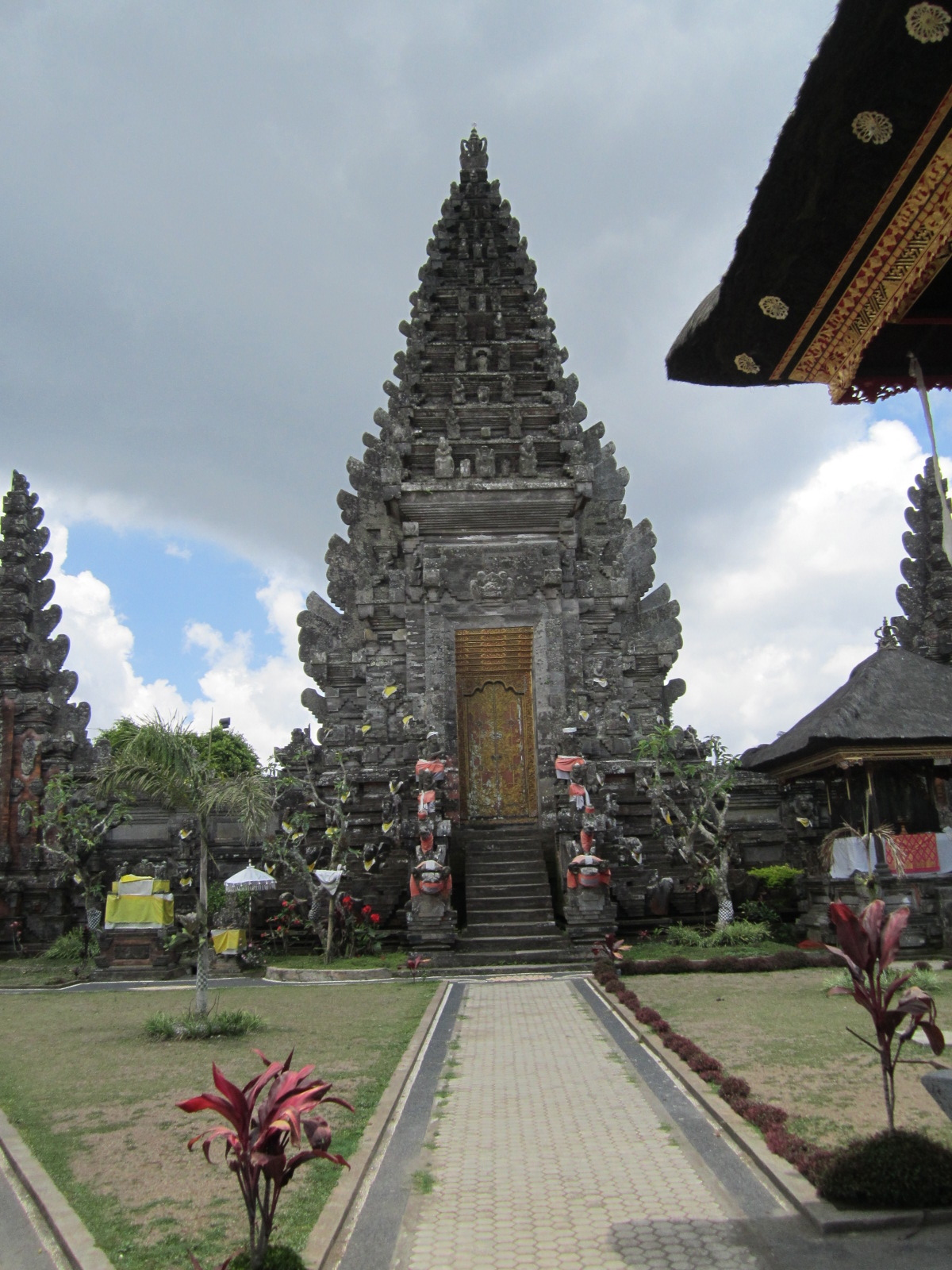
Cortile interno del Pura Ulun Danu Batur.
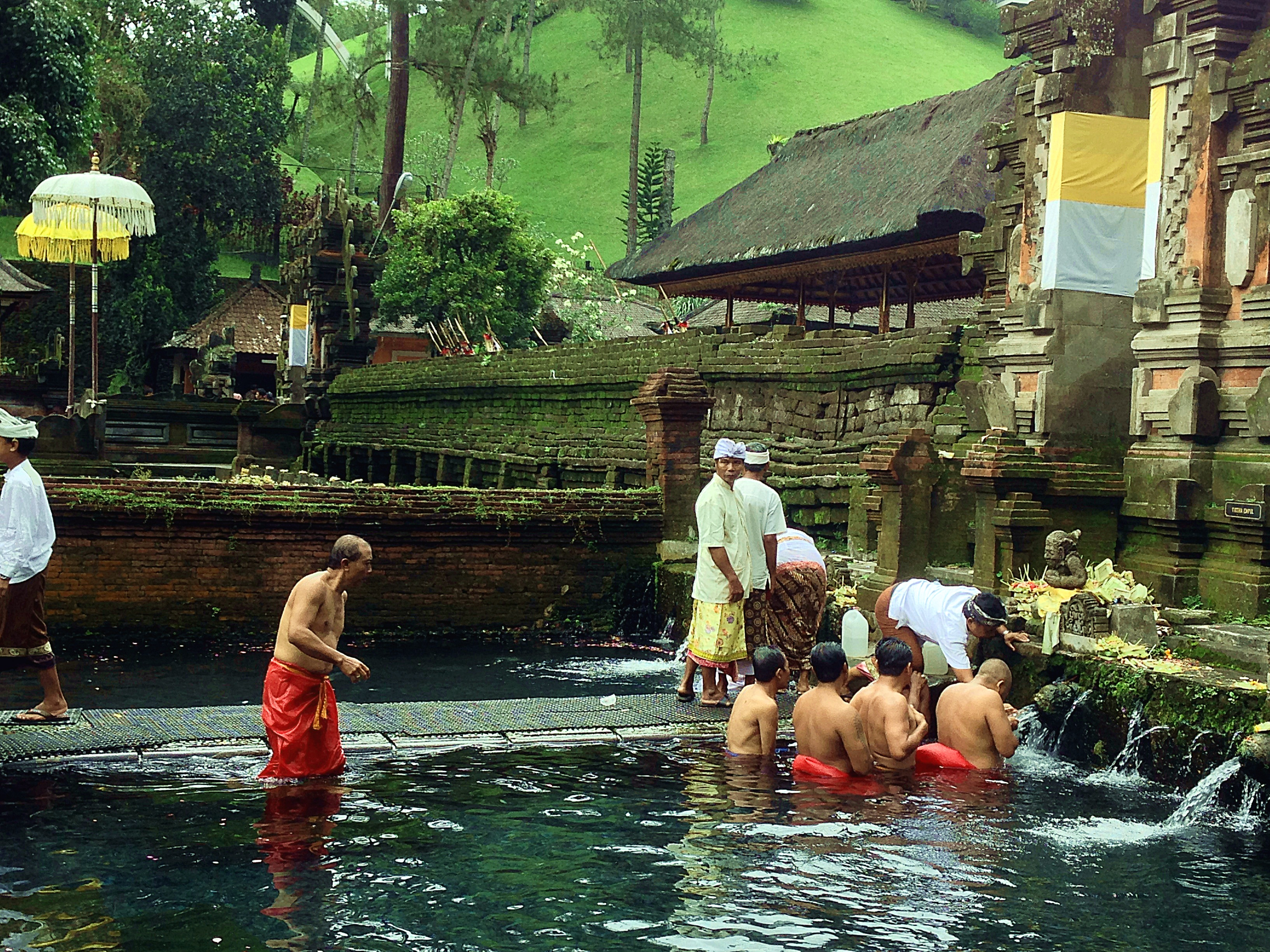
Tempio di Tirta Empul dalle acque dolci sacre a Danu Dewi.
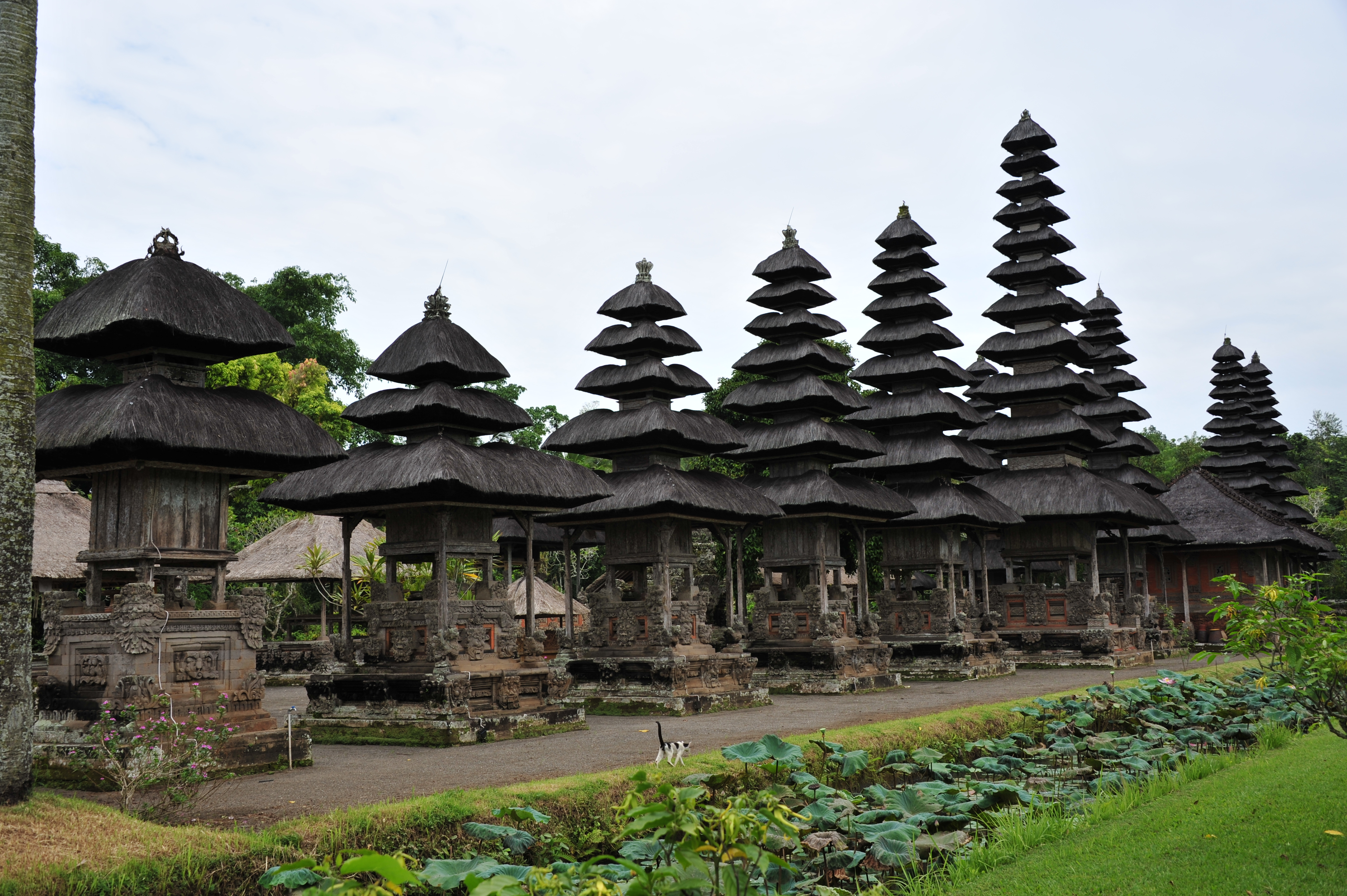
Pura Taman Ayun, tempio situato sulle fondi più sacre alla dea Danu.
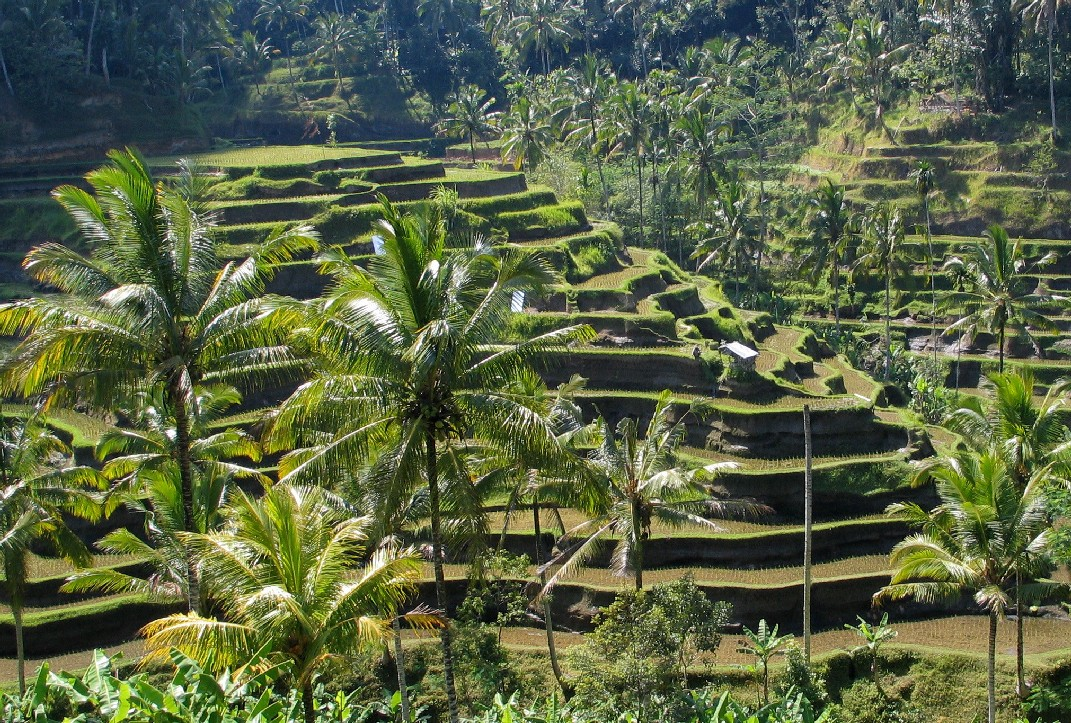
Le terrazze di un subak di Tegalalang, Gianyar tra i più noti del sistema di irrigazione balinese e di venerazione del culto della dea.